# Club Atlético Lusitania
Pour les articles homonymes, voir Lusitania.
Maillots
Le Club Atlético Lusitania est un ancien club péruvien de football basé dans le quartier de Barrios Altos (es) à Lima. 

## Histoire
Fondé en 1922, l'Atlético Lusitania fait son apparition en 2e division péruvienne en 1945 se hissant à la 2e place du tournoi de D2 derrière le CSCD Santiago Barranco. À égalité de points avec l'Association Chorrillos lors du championnat de D2 de 1951, il joue un barrage pour le titre le 13 janvier 1952 avec ce dernier club, qu'il perd sur un score sans appel de 6-1. Il sera une troisième fois vice-champion de D2 en 1953 derrière le Carlos Concha. 
Le club joue en 2e division jusqu'en 1957, avant d'évoluer dans les divisions amateurs de Lima à partir de 1958. Vainqueur de la Liga Provincial de Fútbol de Lima en 1958 et 1962, cette dernière victoire lui permet de remonter en D2 en 1963. Il s'y maintient jusqu'en 1966. Actif jusqu'à la fin des années 1970, l'Atlético Lusitania disparaît par la suite.

## Résultats sportifs

### Palmarès
| Compétitions nationales                                           | Compétitions régionales |
| - Championnat du Pérou D2 : - Vice-champion : 1945, 1951 et 1953. | - Liga Regional de Lima y Callao (1) : - Vainqueur : 1944. - Liga Provincial de Fútbol de Lima (2) : - Vainqueur : 1958 et 1962. |

### Bilan et records
- Saisons au sein du championnat du Pérou : 0.
- Saisons au sein du championnat du Pérou D2 : 17 (1945-1957 / 1963-1966).

## Personnalités historiques du club

### Joueurs

#### Grands noms
Les internationaux péruviens Rubén Correa et Pedro González Zavala furent formés dans les divisions inférieures de l'Atlético Lusitania.